# Collombey-Muraz
Collombey-Muraz ist eine politische Gemeinde und eine Burgergemeinde mit einem Burgerrat im Bezirk Monthey im französischsprachigen Teil des Kantons Wallis in der Schweiz.

## Bevölkerung
| Bevölkerungsentwicklung | Bevölkerungsentwicklung | Bevölkerungsentwicklung | Bevölkerungsentwicklung | Bevölkerungsentwicklung | Bevölkerungsentwicklung | Bevölkerungsentwicklung | Bevölkerungsentwicklung | Bevölkerungsentwicklung | Bevölkerungsentwicklung |
| ----------------------- | ----------------------- | ----------------------- | ----------------------- | ----------------------- | ----------------------- | ----------------------- | ----------------------- | ----------------------- | ----------------------- |
| Jahr                    | 1850                    | 1900                    | 1950                    | 1980                    | 2000                    | 2010                    | 2012                    | 2014                    | 2016                    |
| Einwohner               | 953                     | 1103                    | 1598                    | 2982                    | 5695                    | 7276                    | 7750                    | 8311                    | 8863                    |

## Wirtschaft
In Collombey liegt ein alter Steinbruch, in dem bedeutende Mengen eines überwiegend grauvioletten Kalksteins gewonnen wurden. Dieser Stein fand für Kirchenräume und andere gehobene Kirchenausstattungen in den Kantonen Waadt und Wallis unter dem Namen Marbre de Collombey Verwendung. Heute ist der Steinbruch eine kommunale Erdstoffdeponie.
Hier befand sich von 1963 bis zur Stilllegung 2015 eine der beiden Schweizer Raffinerien, die Raffinerie Collombey. Der Betrieb bezog das Rohöl aus dem Hafen von Genua über die Alpen durch die Pipeline Oléoduc du Rhône.

Historisches Luftbild von Werner Friedli von 1949

## Persönlichkeiten
- René-Pierre Quentin (* 1943), Fussballspieler
- Yvan Quentin (* 1970), Fussballspieler
- Yannick Buttet (* 1977), Politiker (CVP), Alt-Nationalrat, Gemeindepräsident Collombey-Muraz 2013–2020

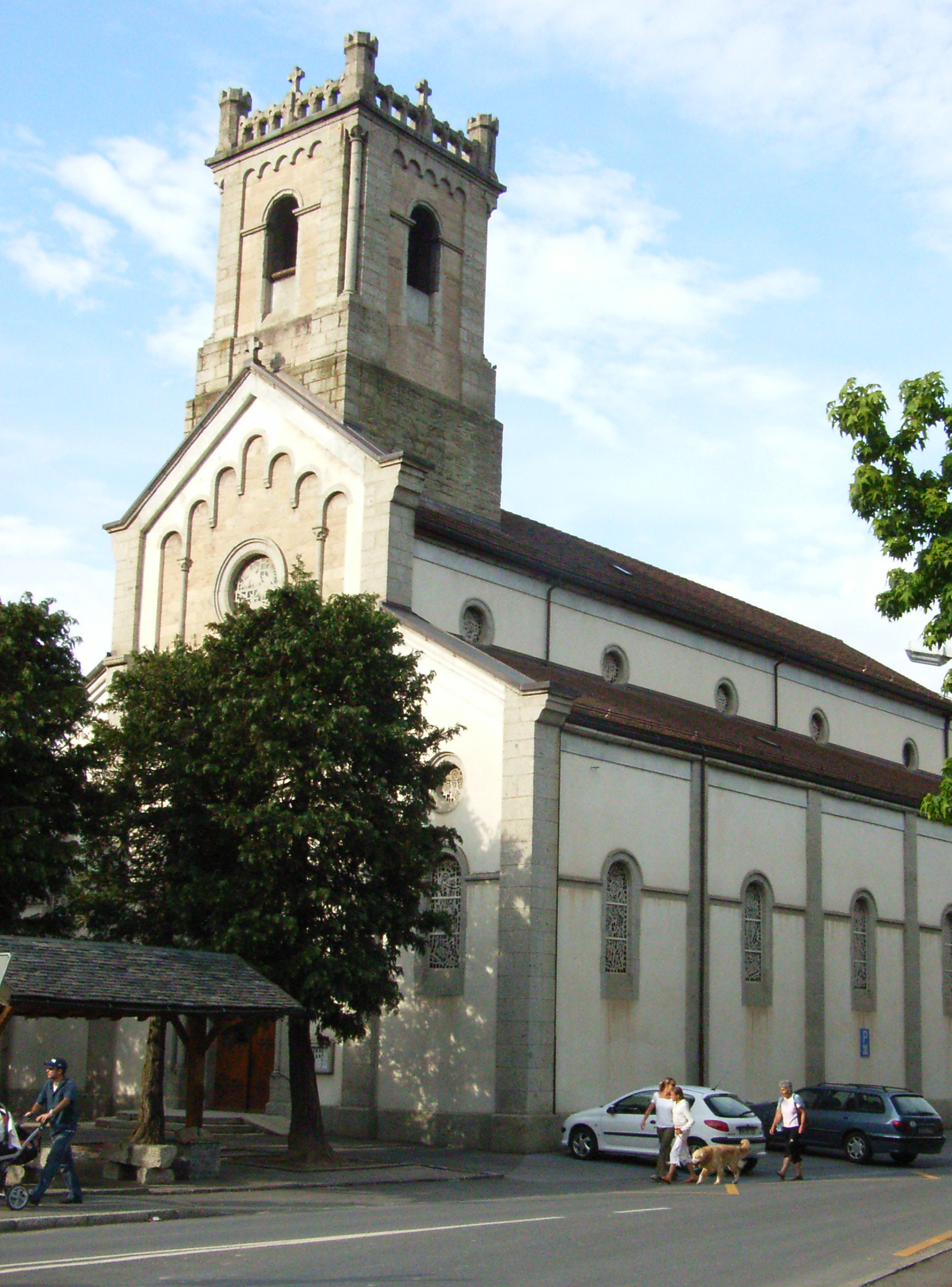
Kirche im Ortsteil Collombey
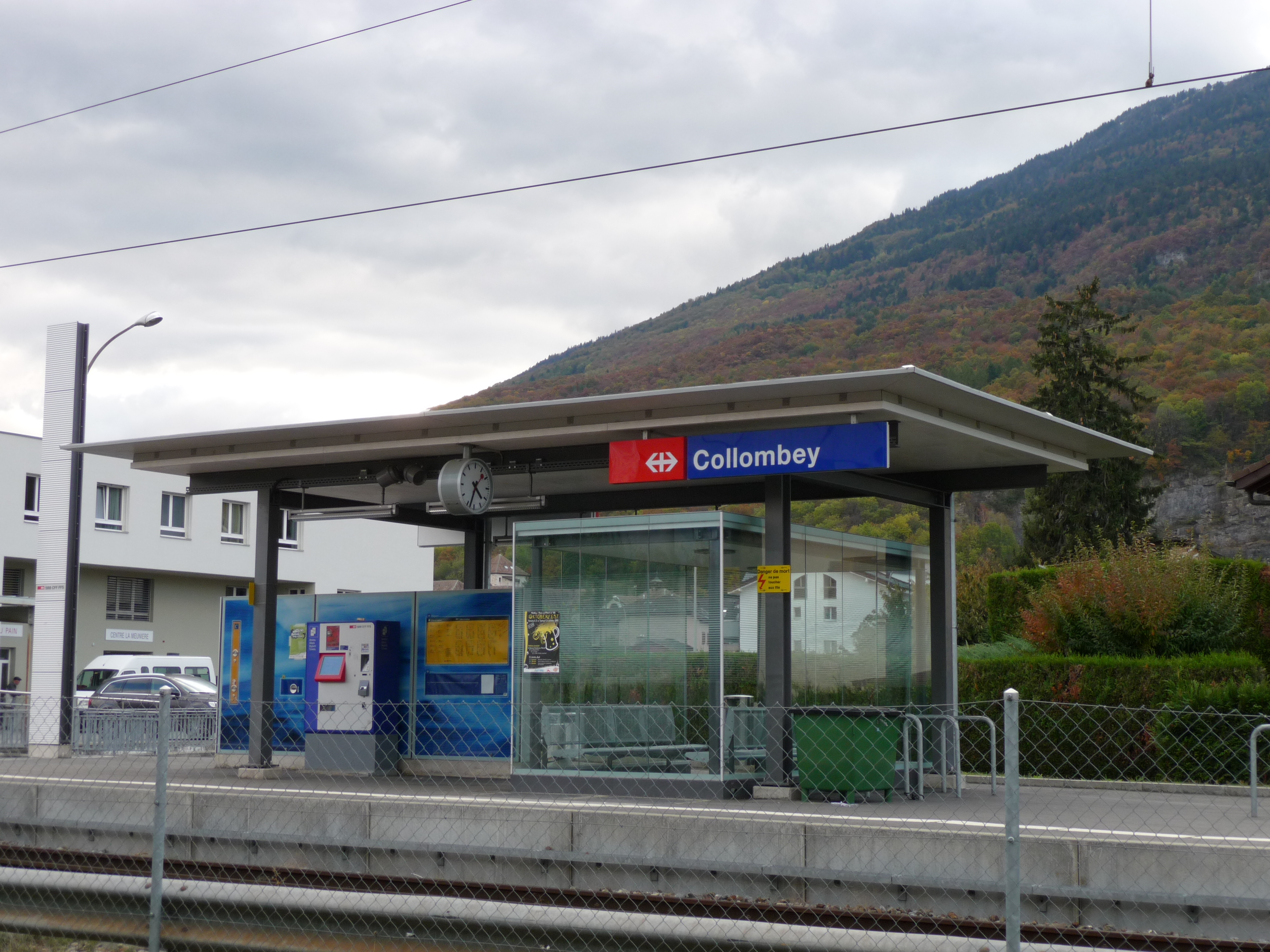
Bahnhof